# Lluís Barraquer Ferré
Lluís Barraquer Ferré (Barcelona, 16 de junio de 1887- Sant Climent de Llobregat, Barcelona, 21 de febrero de 1959) fue una figura representativa de la neurología clínica de su tiempo. Hijo y discípulo de Lluís Barraquer Roviralta (1855-1928), personaje clave en el nacimiento de la neurología clínica en España, consolidó la práctica asistencial, docente y de investigación en el Hospital de la Santa Cruz y San Pablo de Barcelona. Fue fundador y primer presidente de la Sociedad Española de Neurología.

## Biografía
Por motivos familiares inició los estudios de medicina a la edad de 28 años, realizando la licenciatura en la facultad de Medicina de Barcelona entre 1914 y 1917. Siendo estudiante asistió al Servicio de Neurología y Electroterapia, fundado en 1882 por su padre y maestro Lluís Barraquer Roviralta (1855-1928) en el Hospital de la Santa Creu. Al finalizar la carrera en 1917, fue nombrado médico interno del servicio hasta mediados de 1920, año en el que fue nombrado médico auxiliar.
En 1921, amplió su formación en París, en los Hospitales de la Salpêtrière y Pitié, con Pierre Marie y Babinski. A su regreso a Barcelona, ingresó en el cuerpo médico del Instituto de Santa Madrona.
El 28 de junio de 1929 fue nombrado director del Servicio de Neurología y Electroterapia, trasladándose en 1930 al recinto modernista del nuevo Hospital de la Santa Cruz y San Pablo. El 4 de julio de 1931 fue nombrado miembro numerario del Hospital.
El 1 de mayo de 1931 fue nombrado académico corresponsal de la Real Academia de Medicina de Barcelona y, posteriormente, médico numerario. En 1935, presidió la Sociedad de Oto-Neuro-Oftalmología de Barcelona.
En 1949, participó en el comité directivo provisional de la Sociedad Española de Neurología, junto a Belarmino Rodríguez Arias (1895-1997) y Antonio Subirana Oller (1904-1992). La Sociedad se constituyó el 18 de abril de 1949 con los objetivos estatutarios de fomentar el desarrollo de la neurología española como especialidad, con reconocimiento institucional, ser exponente de su actividad y la colaboración con otras asociaciones, así como la participación en congresos y foros internacionales. Lluís Barraquer Ferré fue su primer presidente, entre 1949 y 1952, siendo nombrado al final de su mandato presidente de honor.
Internacionalmente fue muy reconocido, siendo nombrado en 1949 miembro de honor de la Société Française de Neurologie, así como de la Société Medical des Hôpitaux de París. En 1952, fue nombrado miembro correspondiente de la American Academy of Neurology y de la American Neurological Association.

## Obra científica y publicaciones
La orientación clínica y semiológica de la escuela francesa fue el patrón que estuvo presente en su actividad. El Servicio de Neurología y Electroterapia actuó como núcleo dinámico asistencial, formativo y de investigación. Fue polo de atracción de estudiantes y médicos interesados en la neurología, formándose durante la primera mitad del siglo XX la mayoría de neurólogos catalanes, así como de otras regiones de España, consolidándose la denominada escuela neurológica catalana, iniciada por su padre.
Entre sus discípulos, destacaron sus colaboradores Ignasi de Gispert Cruz (1903-1984), Emilio Castañer Vendrell (1903-1985), su hijo Lluís Barraquer Bordas (1923-2010), Manuel Corachán Llort (1910-1937), Alberto Torra Parera, Rafael Ruiz Lara, F. Durán Obiols, Gonzalo Moya (1931-1984), Eduardo Varela de Seijas Slocker (1931-), Agustín Codina Puiggròs (1934-2015) y Joaquín Torruella Font, entre otros muchos.
En 1920 publicó el primero (Contribución al estudio de la enfermedad de Beard. Anales de Medicina, julio 1920) de los casi 200 artículos que escribió a lo largo de su carrera, así como varias monografías: Elementos de neuropatología (1923), Tumores del sistema nervioso (1932), Las parálisis (1940), Las neuralgias (1941) y La parálisis infantil (1945).
Entre sus aportaciones cabe resaltar su obra Tratado de enfermedades nerviosas, en dos tomos (1936, 1940), junto a Ignacio de Gispert Cruz y Emilio Castañer Vendrell, primer tratado de neurología originalmente escrito en castellano y que tuvo un gran impacto en España y América Latina. Se trata de una obra con aportación de experiencia clínica e iconografía personales y con una revisión exhaustiva de la bibliografía.